# دخيل الله بن سليمان الأحسائي
دخيل الله بن سليمان بن يحيى الأحسائي (؟ - ق. 1766 م/ 1180 هـ) خطاط وناسخ كتب نجدي من أهل القرن الثاني عشر الهجري/ الثامن عشر الميلادي. ولد في المبرز بالأحساء ونشأ بها. درس على مشايخها، ومنهم عبد الله بن محمد بن فيروز، ومحمد بن عبد الرحمن العفالقي وغيرهما. اتخذ نسخ الكتب مهنة له بخطة خاصة كتب المذهب الحنبلي. عمل ناسخًا لشيخه عبد الله الفيروز سنين عديدة. سنة ميلاده ووفاته غير معلومة ويعد من أشهر خطاطو الخط العربي ونُسّاخ الكتب في عصره في نجد.

## سيرته
هو دخيل الله بن سليمان بن يحيى بن سليمان بن هريس الأحسائي. ولد في المبرز بالأحساء ونشأ بها. تعلم على مشايخها، ومنهم عبد الله بن محمد بن فيروز، ومحمد بن عبد الرحمن العفالقي وغيرهما. فحصل على تعليم الديني والفقه الحنبلي، ثم اتخذ نسخ الكتب مهنة له بخطة خاصة كتب المذهب الحنبلي. 

وبعد أن جمع الشيخ محمد بن عبد الله آل فيروز (1142-1216 هـ) مكتبة مليئة بالمخطوطات وبخاصة في الفقه الحنبلي، عمل ابن هريس الأحسائي ناسخًا له وكان هو من أبرز تلاميذه.

سنة ميلاد ووفاته غير معلومة. كان حيًا في 1179 هـ/ 1765 م.

## آثاره
نسخ عدة كتب، منها:
- نسخة من كتاب خالد الأزهري التصريح ، وقد كتب في خاتمته «بخط دخيل الله سليمان بن يحيى بن سليمان بن هريس الأحسائي مولدًا ومسكنًا، كتبه في مدينة المبرز من الأحساء المحروسة، وذلك بامتثال الأخ الشيخ محمد بن عبد الله بن فيروز، وهذا المخطوط متسوخ في عام 1170 هـ». والنسخة في دارة الملك عبد العزيز ضمن محتويات مكتبة آل مبارك.[2]
- أحد أجزاء كتاب كشف القناع من الإقناع: انتهى من نسخة في اليوم الثامن من شهر جمادى الآخر من عام 1174 / 14 يناير 1761، وهي محفوظة في مكتبة الملك فهد الوطنية.
- مسند الإمام أحمد بن حنبل: وتاريخ النسخة يعود إلى عام 1179 هـ/ 1765 م وهي موجودة في المكتبة السعودية. كتب بخط النسخ على ورق أوروبي صقيل وفرغ من نسخة في اليوم الرابع عشر من شهر ذي القعدة سنة 1179/ 23 أبريل 1766، في الأحساء.[3]
- كتاب الإقناع لطالب الانتفاع، تاريخ كتابته في 1167 هـ/ 1754 م، وهو من مقتنيات مكتبة الملك سعود.[4]
- نسخة من كتاب مشكاة المصابيح للشيخ محمد بن عبد الله التبريزي، منسوخة سنة 1171 هـ/ 1758 م.[5]
- الجزء الثالث من شرح منتهى الإرادات في جمع المقنع من التنقيح وزيادات على مذهب الإمام المبجل أبي عبد الله بن حنبل. يقع في 346 ورقة وهي برقم 1433 في المكتبة المحمودية. جاء في على يسار العنوان «تملك هاذ الكتاب أفقر العباد إلى رحمة ربه العزيز الوهاب عمر بن حسن بن صدري وأوقفه على طلبة العلم من الحنابلة». وفي آخر النسخة «وقد وافق الفراغ من كتب هذه النسخة الشريفة ظهر يوم الجمعة خامس وعشرين شهر جمادى الآخرة أحد شهور سنة 1172 هـ [22 فبراير 1759] اثنين وسبعين بعد المئة والألف من هجرته صلى الله عليه وسلم وذلك بقلم الفقير الحقير المقر بذنبه الراجي عفو ربه المنان دخيل الله بن سليمان بن هريس الاحسائي مولداً الحنبلي مذهباً.. كتبه بامتثال الأخ المواخي في الله عمر بن حسن بن صدري وفقني الله وإياه لما يحب ويرضى...» [6]